# مخالب (مسلسل)
مخالب (بالإنجليزية: Claws)‏ مسلسل كوميدي-دراما أمريكي عرض لأول مرة على TNT في 11 يونيو 2017. تم البدء في العمل للموسم الأول في 13 ديسمبر 2016 على أن يكون الموسم 10 حلقات. كان من المقرر في السابق بأن تكون مدة العرض نصف ساعة والتصوير بكاميرا منفردة لصالح HBO. المسلسل تم تصويره في الغالب في لويزيانا.

## الأحداث
خمسة فتيات مانيكيرس (مجملات أظافر) يعملن في صالون في مقاطعة «ماناتي» قررن دخول عالم الذكور والجريمة المنظمة عندما يبدأن غسل الأموال لصالح عيادة علاج الألم المجاورة.

## طاقم التمثيل والشخصيات
- «نييسي ناش» في دور (ديسنا سيمز)
- كاري بريستون في دور (بولي)
- جودي رييس في دور (كوايت آن)
- تران كراتشي في دور (فرجينيا)
- «جين ليون» في دور (جينيفر)
- «جاك كيسي» في دور (رولير)
- «كيفن رانكين» في دور (برايس)
- «جيسون أنطون» (د.كين براكمان)
- هارولد بيريناو دين
- دين نوريس (Uncle Daddy)

## الاستقبال
تلقى الموسم الأول من «مخالب» تقييمات معظمها إيجابية. على موقع الطماطم الفاسدة حصل على نسبة 75% اعتمدت على 24 مراجعة. أما في ميتاكريتيك، المسلسل حصل نسبة 63 من أصل 100، معتمدا على ارآء 19 من النقاد، ومعظم التقييمات عنه تحتوي ملاحظات إيجابية.

## الحلقات
| ترتيب الحلقة في المسلسل | عنوان الحلقة      | الإخراج         | كتابة               | تاريخ البث الأصلي | المشاهدين في أمريكا (بالملايين) |
| ----------------------- | ----------------- | --------------- | ------------------- | ----------------- | ------------------------------- |
| 1                       | "Tirana" (تيرانا) | نيكول كاسيل     | إليوت لورانس        | 11 يونيو، 2017    | 1.18                            |
| 2                       | "Funerary"        | هاورد ديوتش     | إليوت لورانس        | 18 يونيو، 2017    | 1.20                            |
| 3                       | "Quicksand"       | هاورد ديوتش     | جيمي ترافيس         | 25 يونيو، 2017    | لم تحدد                         |
| 4                       | "Fallout"         | فيكتوريا ماهوني | جانين شيرمان بارويز | 2 يوليو، 2017     | لم تحدد                         |
| 5                       | "Bats**t"         | هاورد ديوتش     | جانين شيرمان بارويز | 9 يوليو، 2017     | لم تحدد                         |

## وصلات خارجية
- الموقع الرسمي
- مخالب على موقع IMDb (الإنجليزية)
- مخالب على موقع ميتاكريتيك (الإنجليزية)
- مخالب على موقع روتن توميتوز (الإنجليزية)
- مخالب على موقع كينوبويسك (الروسية)
- مخالب على موقع ألو سيني (الفرنسية)
- مخالب على موقع قاعدة بيانات الفيلم (الإنجليزية)